# 김영미 (프로게이머)
김영미 (金永美, 1981년 11월 10일 ~ )는 대한민국의 스타크래프트 프로게이머이다. 2006년 은퇴.

## 경력
여성부 대회에서 여러 번 상위입상한 바 있다. 2006년 당시의 11개 프로게임팀에 소속된 여성 게이머는 김영미, 서지수(당시 SouL), 이종미(당시 KOR) 셋 뿐이었다.
온게임넷과 MBC게임의 예선에도 참여한 바 있으나 오프라인 예선을 통과한 적은 없다. 

### 여성부 대회
- 2001년 WCG 여성부 우승
- 2002년 제1차 ghem TV 스타리그 여성부 8강
- 2002년 제2차 ghem TV 스타리그 여성부 3위 (3/4위전 vs 서지수)
- 2003년 제3차 ghem TV 스타리그 여성부  준우승 (vs 김지혜 2:3 패)
- 2005년 제4차 game TV 스타리그 여성부 4위
- 2005년 MBC게임 레이디스 MSL 준우승 (vs 서지수 0:3 패)
- 2005년 스카이라이프배 game TV 스타리그 여성부 준우승
- 2006년 스카이라이프배 game TV 레이디스 스타 챔피언십 준우승 (vs 이종미 1:3 패)

## 기타
- 킹덤 언더 파이어 대회에서도 입상한 경험이 있다고 한다.[1]
- 2001년 기사에 따르면 당시 부경대 화학공학과 2학년이었다고 한다.[1]
- 2006년 당시 어느 게임회사의 마케팅부 팀장으로 근무하고 있다는 소식이 알려진 바 있다.[4]

- 2012년 기사에 따르면 결혼하여 아이가 하나 있는 것으로 알려졌다.[5]